# Cách mạng Tháng Hai
Cách mạng tháng Hai (tiếng Nga: Февра́льская револю́ция, IPA: [fʲɪvˈralʲskəjə rʲɪvɐˈlʲutsɨjə], tr. Fevrálʹskaya revolyútsiya), được biết tới trong nền sử học Xô viết như là Cách mạng tư sản tháng Hai  (February Bourgeois Democratic Revolution) và thỉnh thoảng được gọi là Cách mạng tháng Ba, là một trong hai cuộc cách mạng đã diễn ra ở nước Nga trong năm 1917.
Những sự kiện của cuộc cách mạng đã diễn ra trong và gần Petrograd (Saint Petersburg sau này), sau là thủ đô của Nga, nơi tồn tại lâu đời sự bất mãn với nền quân chủ đã bùng nổ thành những cuộc biểu tình rộng lớn chống lại chế độ phân phối lương thực vào ngày 23 tháng 2 Lịch Julian (tức ngày 8 tháng 3). Những hoạt động cách mạng đã kéo dài khoảng 8 ngày, bao gồm những đám đông biểu tình và bạo lực vũ trang đã đụng độ với cảnh sát và hiến binh, những lực lượng trung thành cuối cùng của nền quân chủ Nga. Vào ngày 12 tháng 3 lực lượng quân đội phản loạn Nga đã đứng về phe những nhà cách mạng. Ba ngày sau Nga hoàng Nicholas II thoái vị, kết thúc sự thống trị triều Romanov và Đế chế Nga. Chính phủ lâm thời của Vương công Geogry Lvov đã thay thế Hội đồng Bộ trưởng Nga.
Cuộc cách mạng dường như nổ ra mà không có lãnh đạo thực sự hoặc kế hoạch chính thức. Một số vấn đề xã hội và kinh tế của Nga đã trở nên tệ hơn, những thứ đã trở nên trầm trọng hơn sau khi bắt đầu Thế chiến I trong năm 1914. Đơn vị đồn trú của thành phố gồm những binh lính bất mãn đã gia nhập những người chống chính phủ vì bánh mì, chủ yếu là phụ nữ xếp hàng chờ lấy bánh mí miễn phí, và công nhân công nghiệp đình công biểu tình trên đường. Nhiều binh lính đào ngũ, thành phố rơi vào tình trạng hỗn loạn dẫn tới sự lật đổ Sa hoàng. Trên 1300 người đã bị chết trong suốt những cuộc biểu tình tháng 3 năm 1917. Chế độ Sa hoàng đã sụp đổ dưới gánh nặng của Chiến tranh thế giới thứ I. Điều này mở đường cho những người Bolshevik chiếm chính quyền bằng cuộc Cách mạng Tháng Mười.

## Nguyên nhân
Một số nhân tố đã góp phần tới Cách mạng tháng Hai bao gồm ngắn và dài hạn. Những nhà sử học bất đồng trên những nguyên nhân chính mà đã góp phần dẫn tới cuộc cách mạng. Những nhà sử học tự do nhấn mạnh sự hỗn loạn đã gây nên cuộc đấu tranh, trong khi những người theo chủ nghĩa Marx nhấn mạnh sự không tránh khỏi được sự thay đổi. Alexander Rabinowitch tóm tắt những nguyên nhân dài hạn và ngắn hạn:
"Cuộc cách mạng tháng Hai 1917...đã nảy sinh từ chính trị và kinh tế trước thời chiến không thể tránh được, công nghệ kém phát triển, và nền tảng xã hội chia cắt, gắn liền với quản lí yếu kém của nỗ lực chiến tranh, tiếp tục quân sự thất bại, nền kinh tế quốc nội sụp đổ và những tai tiếng khác thường xung quanh nền quân chủ "

## Diễn biến

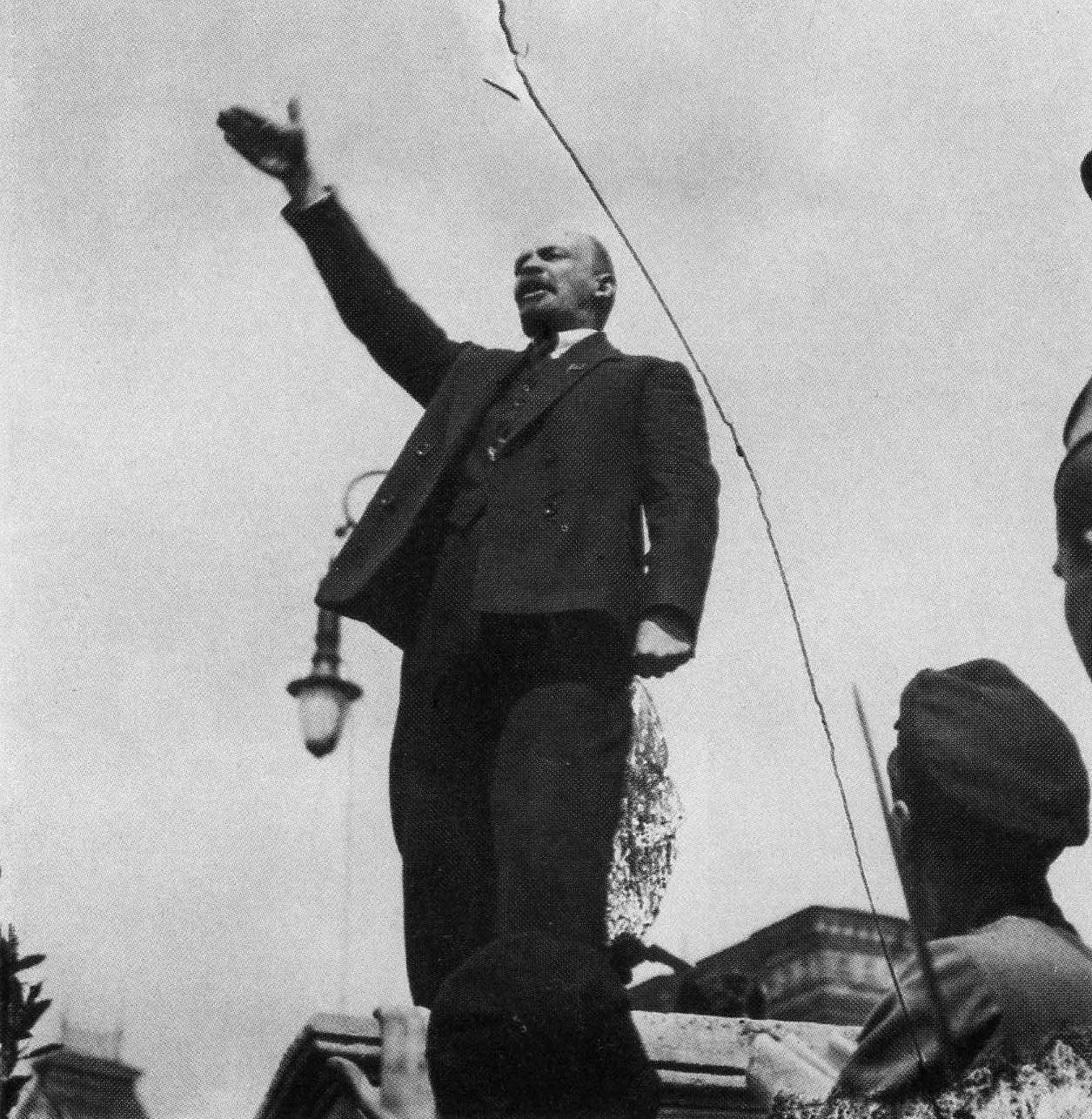
Vladimir Ilyich Lenin, lãnh tụ đảng Bolshevik

Đảng Bolshevik do Vladimir Ilyich Lenin lãnh đạo nhân thời cơ đó đã tổ chức những cuộc biểu tình lớn chống chiến tranh và bãi công tập thể. Ngày 9 tháng 1 năm 1917 (22 tháng 1 theo Công Lịch), trong lễ kỷ niệm "Ngày chủ nhật đẫm máu" ở Petrograd đã xảy ra một cuộc biểu tình lớn chống chiến tranh. Cuộc biểu tình lan rộng sang Moskva, Baku và nhiều thành phố khác.
Phong trào cách mạng sôi nổi nhất là ở thành phố Petrograd. Ngày 18 tháng 2 (3 tháng 3 theo Công Lịch), 30.000 công nhân đình công và ngày này trở thành ngày mở đầu cho Cách mạng tháng Hai. Ngày 23 tháng 2 (8 tháng 3) nhân Ngày Quốc tế Phụ nữ, 90.000 nữ công nhân của 50 xí nghiệp ở Petrograd tham gia biểu tình chống chiến tranh. Cuộc bãi công nhanh chóng chuyển sang tổng bãi công chính trị. Ngày 24 tháng 2 bãi công lan rộng khắp thành phố, lôi cuốn 20 vạn công nhân tham gia.
Ngày 25 tháng 2 (10 tháng 3), đảng Bolshevik quyết định chuyển sang tổng bãi công chính trị toàn thành phố và các cuộc xung đột giữa những người biểu tình và cảnh sát đã diễn ra. Ngày 26 tháng 2 (11 tháng 3), theo lời kêu gọi của đảng Bolshevik, công nhân chuyển từ tổng bãi công chính trị sang khởi nghĩa vũ trang bằng cách tước vũ khí của cảnh sát. Công nhân còn kêu gọi binh lính đứng về cách mạng lật đổ Nga hoàng. Đến buổi chiều, nhiều nơi quân đội đã đứng về phía nhân dân, nổ súng bắn vào cảnh sát.
Ngày 27 tháng 2 (12 tháng 3), cuộc khởi nghĩa lan ra khắp thành phố. Triều đình Nga hoàng phải huy động 60.000 binh lính từ mặt trận trở về đàn áp phong trào tuy nhiên binh lính được nhân dân vận động đã bắn vào cảnh sát, bắt các bộ trưởng và tướng của Sa hoàng. Sa hoàng Nikolai II thoái vị và đế quốc Nga cáo chung (1917).

## Kết quả

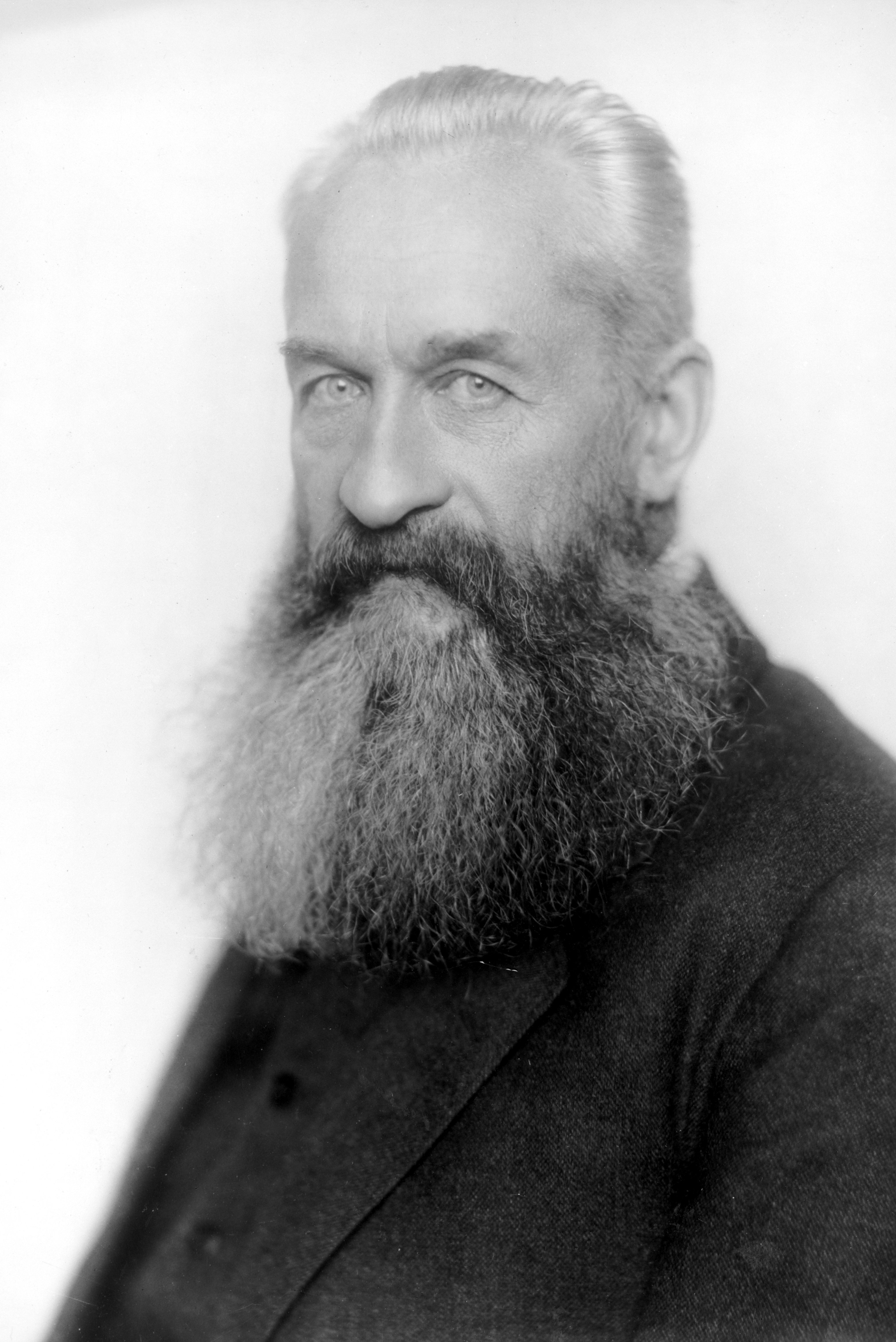
Chân dung huân tước Lvov.

Trong thời gian khởi nghĩa, theo lời kêu gọi của đảng Bolshevik, công nhân và binh lính đã tiến hành thành lập các Soviet đại biểu cho mình. Chiều ngày 27 tháng 2, hội nghị các Soviet toàn Petrograd đã họp và bầu ra lãnh đạo thống nhất Soviet đại biểu công nhân và binh lính Petrograd. Ngay sau khi đế quốc Nga cáo chung, Soviet đại biểu công nhân và binh lính Petrograd đã đứng ra điều hành mọi công việc của nhà nước. Phái Menshevik đang chiếm đa số trong các Soviet, đặc biệt là Soviet Petrograd và các đảng phái khác như đảng Xã hội Cách mạng quyết định thành lập chính quyền trung ương. Ngày 2 tháng 3 (15-3), chính phủ lâm thời được thành lập do huân tước Georgy Lvov làm thủ tướng. Chế độ Nga Hoàng sụp đổ, nước Nga xuất hiện chính phủ lâm thời và các Soviet bao gồm đại biểu công nhân và binh lính. Người Bolshevik gọi chính phủ lâm thời là chính phủ tư sản tuy nhiên chính phủ này do các đảng cánh tả như Menshevik, Xã hội Cách mạng hợp tác với các đảng cánh hữu theo các ý thức hệ khác như chủ nghĩa tự do, chủ nghĩa lập hiến thành lập nên.
Theo những người Bolshevik, cách mạng Tháng Hai về tính chất là cuộc cách mạng dân chủ tư sản kiểu mới vì lãnh đạo cuộc cách mạng là giai cấp vô sản và hướng đi lên của cuộc cách mạng là xây dựng chế độ xã hội chủ nghĩa chứ không phải chế độ tư bản chủ nghĩa. Từ cuộc cách mạng này có hai chính quyền được thành lập là chính phủ tư sản lâm thời và chính quyền Soviet. Tuy lúc này phái Menshevik đang chiếm đa số trong các Soviet còn người Bolshevik chỉ là thiểu số, nhưng tương quan sẽ nhanh chóng thay đổi khi quần chúng ngày càng quay sang ủng hộ những người Bolshevik. Cuộc cách mạng tháng hai đã lật đổ chế độ phong kiến, tạo điều kiện cho người Bolshevik chiếm chính quyền bằng cuộc Cách mạng Tháng Mười.